# 制造局路
制造局路是中国上海市黄浦区的一条街道，南北走向，南起高雄路，北至徐家汇路。长3400米，宽10米到18米。
制造局路与其东侧的西藏南路以及西侧的局门路相平行。与其交汇的东西向道路有中山南一路、瞿溪路、斜土路、丽园路、徐家汇路/陆家浜路。
制造局路得名于江南机器制造总局(现在的江南造船厂)。

## 交会道路（北向南）
- 徐家汇路、陆家浜路
- 丽园路
- 徽宁路
- 斜土路、斜土东路
- 斜土支路
- 五里桥路
- 西凌家宅路
- 汝南街
- 瞿溪路
- 中山南一路
- 铁道路
- 龙华东路、高雄路